# Heikki Holmås
Heikki Eidsvoll Holmås, född 28 juni 1972 i Voss kommun, är en norsk politiker inom Sosialistisk Venstreparti. Han var ordinarie stortingsledamot för Oslo från 2001 till 2017. Holmås var utvecklingsminister i Jens Stoltenbergs andra regering från 23 mars 2012 till 16 oktober 2013.
Holmås är son till bibliotekarien och författaren Stig Holmås och ingenjören och textilarbetaren Ingebjørg Monsen. Han blev ersättare i Stortinget 1997 och ordinarie ledamot från 2001.
Holmås har tidigare skrivit för damtidningen Kamille och Klassekampen och har också bidragit med artikeln ”Vanskelige klimakvoter” i boken Kan hende det gjelder å redde vår jord – Om venstresiden og klimapolitikken som utkom 2009 på Forlaget Manifest. Han var elev vid Bergen katedralskole 1988–1991.
Innan han blev stortingsledamot jobbade han som sophämtare i Bergen och som bartender i Oslo 2001.